# District de Maojian
Le district de Maojian (茅箭区 ; pinyin : Máojiàn Qū) est une subdivision administrative de la province du Hubei en Chine. Il est placé sous la juridiction de la ville-préfecture de Shiyan.